# Zombies and Cheerleaders
Zombies & Cheerleaders fue un piloto musical original, escrito por Joseph Raso y David Light (quienes también se desempeñan como coproductores ejecutivos), que se filmó en 2012 y que finalmente se convirtió en Z-O-M-B-I-E-S.

## Argumento
La historia sigue a Zed Necrodopolis, un típico estudiante de secundaria con una pequeña advertencia; resulta ser un zombi. A pesar de un reloj de pulsera de alta tecnología diseñado para frenar cualquier apetito que pueda tener por sus compañeros de clase, él y sus amigos zombis siguen siendo impopulares entre el grupo más influyente de la escuela, las porristas con pompones. Zed, que nunca se echa atrás ante un desafío, se propone mejorar las relaciones entre el cuerpo de estudiantes zombis y ganarse la atención de Addison, el miembro más nuevo del equipo de porristas.

## Reparto
- Luke Benward como Zed Necrodoplis.
- John DeLuca como Bucky Buchanan.
- Maia Mitchell como Addison.
- Nick Galarza como Jerry.
- Katie Sarife como Eliza.
- Kimmy Gatewood como Bunny.
- Julian Sergi como Bonzo.
- Lauren Gaw como Lacey.
- Tiffany Maher como Casey.

## Filmación
La película comenzó su producción a principios de febrero de 2012 en Los Ángeles, California, USA y terminando a finales de marzo. Todd Strauss-Schulson anunció que el rodaje de Zombies and Cheerleaders se había completado, y programó un lanzamiento para Halloween de ese mismo año.
- Datos: Q107601026